# Euroliga 2012-13
La temporada 2012-13 de la Turkish Airlines Euroleague (la máxima competición de clubes de baloncesto de Europa) se disputa del 19 de octubre de 2012 hasta mayo de 2013 y la organiza la Unión de Ligas Europeas de Baloncesto (ULEB).
Esta es la 13.ª edición de la competición en la era moderna de la Euroliga y la tercera con la esponsorización de Turkish Airlines. Incluyendo la competición previa de la Copa de Europa de la FIBA Europa, es la 56.ª edición de la máxima competición del baloncesto masculino de clubs europeos. La Final Four se celebrará en el O2 Arena de Londres, en mayo de 2013.
El vigente campeón es el Olympiakos griego tras vencer en la final de la Final-Four al PBC CSKA Moscú. por 62-61 tras una remontada culminada con un parcial en el último cuarto de 22-8.

## Equipos participantes
| País (Liga)         | Nº | EquiposLicencia (ranking en la liga nacional 2011–12) | EquiposLicencia (ranking en la liga nacional 2011–12) | EquiposLicencia (ranking en la liga nacional 2011–12) | EquiposLicencia (ranking en la liga nacional 2011–12) | EquiposLicencia (ranking en la liga nacional 2011–12) |
| ------------------- | -- | ----------------------------------------------------- | ----------------------------------------------------- | ----------------------------------------------------- | ----------------------------------------------------- | ----------------------------------------------------- |
| España (ACB)        | 4  | FC Barcelona Regal A (1)                              | Real Madrid A (2)                                     | Caja Laboral Vitoria A (3)                            | Unicaja Málaga A (9)                                  |                                                       |
| Italia (Lega A)     | 3  | Montepaschi Siena A (1)                               | EA7 Emporio Armani Milan A (2)                        | Mapooro Cantu (5)                                     |                                                       |                                                       |
| Turquía (TBL)       | 3  | Besiktas JK Istanbul B (1)                            | Anadolu Efes Istanbul A (2)                           | Fenerbahce Ulker Istanbul A (5)                       |                                                       |                                                       |
| Alemania (BBL)      | 2  | Brose Baskets Bamberg B (1)                           | Alba Berlin C (5)                                     |                                                       |                                                       |                                                       |
| Grecia (HEBA A1)    | 2  | Olympiacos Piraeus A (1)                              | Panathinaikos Athens A (2)                            |                                                       |                                                       |                                                       |
| Lituania (LKL)      | 2  | Zalgiris Kaunas A (1)                                 | Lietuvos Rytas Vilnius B (2)                          |                                                       |                                                       |                                                       |
| Rusia (PBL)         | 2  | CSKA Moscow A (1)                                     | BC Khimki Moscow Region B (2)                         |                                                       |                                                       |                                                       |
| Croacia (A1 Liga)   | 1  | Cedevita Zagreb B (2)                                 |                                                       |                                                       |                                                       |                                                       |
| Francia (LNB Pro A) | 1  | Elan Chalon-Sur-Saone B (1)                           |                                                       |                                                       |                                                       |                                                       |
| Israel (BSL)        | 1  | Maccabi Electra Tel Aviv A (1)                        |                                                       |                                                       |                                                       |                                                       |
| Polonia (PLK)       | 1  | Asseco Prokom Gdynia A (1)                            |                                                       |                                                       |                                                       |                                                       |
| Serbia (KLS)        | 1  | Partizan mt:s Belgrade B (1)                          |                                                       |                                                       |                                                       |                                                       |
| Eslovenia (SKL)     | 1  | Union Olimpija Ljubljana B (2)                        |                                                       |                                                       |                                                       |                                                       |

## Fase previa
|  | Primera ronda | Primera ronda          | Primera ronda         |                       |                        | Segunda ronda          | Segunda ronda | Segunda ronda |  |                       | Tercera ronda         | Tercera ronda | Tercera ronda |  |
|  |               |                        |                       |                       |                        |                        |               |               |  |                       |                       |               |               |  |
|  |               |                        |                       |                       |                        |                        |               |               |  |                       |                       |               |               |  |
|  | 1             | Unics Kazan            | 91                    |                       |                        |                        |               |               |  |                       |                       |               |               |  |
|  | 1             | Unics Kazan            | 91                    |                       |                        |                        |               |               |  |                       |                       |               |               |  |
|  | 8             | Ratiopharm Ulm         | 73                    |                       |                        |                        |               |               |  |                       |                       |               |               |  |
|  | 8             | Ratiopharm Ulm         | 73                    |                       | Unics Kazan            | Unics Kazan            | 78            |               |  |                       |                       |               |               |  |
|  |               |                        |                       |                       | Unics Kazan            | Unics Kazan            | 78            |               |  |                       |                       |               |               |  |
|  |               |                        | Le Mans Sarthe Basket | Le Mans Sarthe Basket | 86                     |                        |               |               |  |                       |                       |               |               |  |
|  | 5             | Le Mans Sarthe Basket  | Le Mans Sarthe Basket | Le Mans Sarthe Basket | 86                     | 61                     |               |               |  |                       |                       |               |               |  |
|  | 5             | Le Mans Sarthe Basket  |                       |                       |                        |                        |               |               |  |                       |                       |               |               |  |
|  | 4             | BC Donetsk             | 55                    |                       |                        |                        |               |               |  |                       |                       |               |               |  |
|  | 4             | BC Donetsk             | 55                    |                       |                        |                        |               |               |  | Le Mans Sarthe Basket | Le Mans Sarthe Basket | 66            |               |  |
|  |               |                        |                       |                       |                        |                        |               |               |  | Le Mans Sarthe Basket | Le Mans Sarthe Basket | 66            |               |  |
|  |               |                        | Mapooro Cantù         | Mapooro Cantù         | 80                     |                        |               |               |  |                       |                       |               |               |  |
|  | 3             | ČEZ Basketball Nymburk | Mapooro Cantù         | Mapooro Cantù         | 80                     | 83                     |               |               |  |                       |                       |               |               |  |
|  | 3             | ČEZ Basketball Nymburk |                       |                       |                        |                        |               |               |  |                       |                       |               |               |  |
|  | 6             | Telenet BC Oostende    | 65                    |                       |                        |                        |               |               |  |                       |                       |               |               |  |
|  | 6             | Telenet BC Oostende    | 65                    |                       | ČEZ Basketball Nymburk | ČEZ Basketball Nymburk | 83            |               |  |                       |                       |               |               |  |
|  |               |                        |                       |                       | ČEZ Basketball Nymburk | ČEZ Basketball Nymburk | 83            |               |  |                       |                       |               |               |  |
|  |               |                        | Mapooro Cantù         | Mapooro Cantù         | 89                     |                        |               |               |  |                       |                       |               |               |  |
|  | 7             | Mapooro Cantù          | Mapooro Cantù         | Mapooro Cantù         | 89                     | 87                     |               |               |  |                       |                       |               |               |  |
|  | 7             | Mapooro Cantù          |                       |                       |                        |                        |               |               |  |                       |                       |               |               |  |
|  | 2             | PBC Lukoil Academic    | 79                    |                       |                        |                        |               |               |  |                       |                       |               |               |  |
|  | 2             | PBC Lukoil Academic    | 79                    |                       |                        |                        |               |               |  |                       |                       |               |               |  |
|  |               |                        |                       |                       |                        |                        |               |               |  |                       |                       |               |               |  |

## Temporada regular
Del 25 al 28 de septiembre se conocerá el equipo ganador del playoff previo de la Euroliga 2012-13.
Los cuatro primeros de cada grupo alcanzaron el Top 16.
| Clave para los grupos                       |
| ------------------------------------------- |
| Equipos clasificados para la siguiente fase |
| Equipos eliminados                          |

### Grupo A
| -  | Equipo                    | J  | G | P | PF  | PC  | Dif |
| -- | ------------------------- | -- | - | - | --- | --- | --- |
| 1. | Real Madrid               | 10 | 7 | 3 | 832 | 738 | 94  |
| 2. | BC Khimki Moscow Region   | 10 | 6 | 4 | 753 | 754 | -1  |
| 3. | Panathinaikos Athens      | 10 | 6 | 4 | 748 | 722 | 26  |
| 4. | Fenerbahce Ulker Istanbul | 10 | 5 | 5 | 727 | 738 | -11 |
| 5. | Union Olimpija Ljubljana  | 10 | 3 | 7 | 722 | 808 | -86 |
| 6. | Mapooro Cantù             | 10 | 3 | 7 | 708 | 730 | -22 |

|     | RMA   | KHI   | PAN   | FEN    | OLI   | CAN   |
| --- | ----- | ----- | ----- | ------ | ----- | ----- |
| RMA |       | 85–78 | 77-61 | 104-81 | 91-60 | 80–66 |
| KHI | 86–85 |       | 78-77 | 71-70  | 75-65 | 77-53 |
| PAN | 79-68 | 67-79 |       | 69-55  | 80-72 | 78-76 |
| FEN | 75–83 | 92-80 | 73-64 |        | 85-68 | 77-69 |
| OLI | 76-89 | 74-72 | 67-85 | 75-81  |       | 81-79 |
| CAN | 76-70 | 67-54 | 69-71 | 82-58  | 71-84 |       |

### Grupo B
| -  | Equipo                   | J  | G | P | PF  | PC  | Dif |
| -- | ------------------------ | -- | - | - | --- | --- | --- |
| 1. | Maccabi Electra Tel Aviv | 10 | 8 | 2 | 810 | 708 | 102 |
| 2. | Unicaja Málaga           | 10 | 8 | 2 | 762 | 715 | 47  |
| 3. | Montepaschi Siena        | 10 | 5 | 5 | 879 | 844 | 35  |
| 4. | Alba Berlin              | 10 | 4 | 6 | 722 | 748 | -26 |
| 5. | Élan Chalon-Sur-Saone    | 10 | 3 | 7 | 782 | 843 | -61 |
| 6. | Asseco Prokom Gdynia     | 10 | 2 | 8 | 704 | 801 | -97 |

|     | ALB   | ELA   | MAC   | MON     | PRO   | UNI   |
| --- | ----- | ----- | ----- | ------- | ----- | ----- |
| ALB |       | 74-71 | 76-78 | 73-75   | 67-64 | 63-74 |
| ELA | 82-87 |       | 61-90 | 108-103 | 81-74 | 78-88 |
| MAC | 78-62 | 78-73 |       | 70-68   | 93-62 | 62-64 |
| MON | 82-92 | 93-90 | 89-87 |         | 88-95 | 91-72 |
| PRO | 77-66 | 70-76 | 73-89 | 66-101  |       | 75-77 |
| UNI | 67-62 | 86-62 | 80-85 | 91-89   | 63-48 |       |

### Grupo C
| -  | Equipo                   | J  | G | P | PF  | PC  | Dif  |
| -- | ------------------------ | -- | - | - | --- | --- | ---- |
| 1. | Zalgiris Kaunas          | 10 | 8 | 2 | 804 | 693 | 111  |
| 2. | Olympiacos Piraeus       | 10 | 8 | 2 | 788 | 737 | 51   |
| 3. | Anadolu Efes Istanbul    | 10 | 5 | 5 | 738 | 740 | -2   |
| 4. | Caja Laboral Vitoria     | 10 | 4 | 6 | 749 | 778 | -29  |
| 5. | EA7 Emporio Armani Milan | 10 | 3 | 7 | 760 | 767 | -7   |
| 6. | Cedevita Zagreb          | 10 | 2 | 8 | 725 | 849 | -124 |

|     | CED   | CLA   | EA7   | EFE   | OLY   | ZAL     |
| --- | ----- | ----- | ----- | ----- | ----- | ------- |
| CED |       | 76-69 | 71-83 | 73-81 | 62-84 | 108-106 |
| CLA | 97-70 |       | 64-62 | 64-76 | 72-89 | 71-77   |
| EA7 | 75-60 | 85-95 |       | 80-75 | 71-84 | 65-67   |
| EFE | 85-66 | 63-91 | 77-71 |       | 98-72 | 64-77   |
| OLY | 79-77 | 85-81 | 82-81 | 75-53 |       | 61-79   |
| ZAL | 90-62 | 82-45 | 92-87 | 71-53 | 63-77 |         |

### Grupo D
| -  | Equipo                 | J  | G | P | PF  | PC  | Dif |
| -- | ---------------------- | -- | - | - | --- | --- | --- |
| 1. | FC Barcelona Regal     | 10 | 9 | 1 | 774 | 636 | 138 |
| 2. | CSKA Moscow            | 10 | 9 | 1 | 783 | 709 | 74  |
| 3. | Besiktas JK Istanbul   | 10 | 5 | 5 | 699 | 749 | -50 |
| 4. | Brose Baskets Bamberg  | 10 | 3 | 7 | 740 | 807 | -67 |
| 5. | Lietuvos Rytas Vilnius | 10 | 2 | 8 | 670 | 724 | -54 |
| 6. | Partizan Belgrade      | 10 | 2 | 8 | 731 | 772 | -41 |

|     | BES   | BRO   | CSK   | FCB   | LIE   | PAR   |
| --- | ----- | ----- | ----- | ----- | ----- | ----- |
| BES |       | 83-72 | 58-85 | 48-78 | 66-65 | 81-65 |
| BRO | 71-86 |       | 89-97 | 66-86 | 84-78 | 92-90 |
| CSK | 87-72 | 76-67 |       | 60-81 | 75-73 | 78-61 |
| FCB | 72-60 | 72-60 | 75-78 |       | 90-66 | 85-82 |
| LIE | 67-73 | 67-62 | 62-71 | 49-67 |       | 69-61 |
| PAR | 87-72 | 72-77 | 71-76 | 67-68 | 75-74 |       |

## Top 16
Los cuatro primeros de cada grupo alcanzan la ronda eliminatoria de cuartos de final.
| Clave para los grupos                       |
| ------------------------------------------- |
| Equipos clasificados para la siguiente fase |
| Equipos eliminados                          |

### Grupo E
| -  | Equipo                | J  | G  | P  | PF   | PC   | Dif  |
| -- | --------------------- | -- | -- | -- | ---- | ---- | ---- |
| 1. | CSKA Moskow           | 14 | 11 | 3  | 1095 | 981  | 114  |
| 2. | Real Madrid           | 14 | 10 | 4  | 1085 | 1021 | 64   |
| 3. | Anadolu Efes Istanbul | 14 | 9  | 5  | 1028 | 1031 | -3   |
| 4. | Panathinaikos Athens  | 14 | 9  | 5  | 1001 | 968  | 33   |
| 5. | Unicaja Málaga        | 14 | 7  | 7  | 988  | 1015 | -27  |
| 6. | Zalgiris Kaunas       | 14 | 6  | 8  | 1065 | 1040 | 25   |
| 7. | Alba Berlin           | 14 | 4  | 10 | 959  | 1036 | -77  |
| 8. | Brose Baskets Bamberg | 14 | 0  | 14 | 1026 | 1155 | -129 |

|     | RMA     | CSK   | EFE   | PAN   | UNI   | ZAL   | ALB   | BRO   |
| --- | ------- | ----- | ----- | ----- | ----- | ----- | ----- | ----- |
| RMA |         | 86-78 | 86-66 | 73-74 | 74-77 | 75-74 | 77-72 | 76-73 |
| CSK | 81-72   |       | 90-71 | 86-69 | 81-94 | 70-61 | 80-65 | 90-83 |
| EFE | 74-72   | 63-60 |       | 78-64 | 64-70 | 56-52 | 71-62 | 89-86 |
| PAN | 54-58   | 63-69 | 75-62 |       | 78-73 | 67-66 | 82-58 | 76-73 |
| UNI | 64-72   | 66-70 | 73-78 | 66-60 |       | 67-83 | 55-68 | 85-82 |
| ZAL | 104-105 | 73-87 | 79-71 | 73-78 | 75-63 |       | 92-56 | 90-81 |
| ALB | 63-77   | 57-75 | 86-91 | 73-79 | 65-67 | 77-55 |       | 82-63 |
| BRO | 67-82   | 58-78 | 76-94 | 60-82 | 65-68 | 87-88 | 72-75 |       |

### Grupo F
| -  | Equipo                    | J  | G  | P  | PF   | PC   | Dif  |
| -- | ------------------------- | -- | -- | -- | ---- | ---- | ---- |
| 1. | FC Barcelona Regal        | 14 | 13 | 1  | 1151 | 986  | 165  |
| 2. | Olympiacos Piraeus        | 14 | 9  | 5  | 1068 | 1033 | 35   |
| 3. | Maccabi Electra Tel Aviv  | 14 | 8  | 6  | 1105 | 1012 | 93   |
| 4. | Caja Laboral Vitoria      | 14 | 8  | 6  | 1093 | 1045 | 48   |
| 5. | BC Khimki Moscow Region   | 14 | 7  | 7  | 1133 | 1051 | 82   |
| 6. | Montepaschi Siena         | 14 | 7  | 7  | 1036 | 1057 | -21  |
| 7. | Besiktas JK Istanbul      | 14 | 2  | 12 | 893  | 1104 | -211 |
| 8. | Fenerbahce Ulker Istanbul | 14 | 2  | 12 | 1055 | 1246 | -191 |

|     | MON   | CLA   | FCB   | KHI   | OLY   | MAC   | FEN    | BES    |
| --- | ----- | ----- | ----- | ----- | ----- | ----- | ------ | ------ |
| MON |       | 85-74 | 69-77 | 82-76 | 67-88 | 79-69 | 87-69  | 63-57  |
| CLA | 76-64 |       | 79-90 | 71-83 | 82-74 | 62-66 | 87-67  | 77-51  |
| FCB | 85-66 | 83-74 |       | 71-69 | 76-68 | 74-71 | 100-78 | 86-61  |
| KHI | 78-71 | 82-86 | 78-65 |       | 82-87 | 88-67 | 99-76  | 87-56  |
| OLY | 72-74 | 82-74 | 77-90 | 79-70 |       | 67-73 | 82-71  | 77-64  |
| MAC | 92-61 | 70-71 | 77-82 | 80-79 | 77-78 |       | 91-73  | 101-58 |
| FEN | 92-98 | 75-97 | 60-99 | 85-82 | 73-78 | 85-94 |        | 78-72  |
| BES | 72-70 | 73-83 | 59-73 | 75-80 | 60-79 | 55-77 | 80-73  |        |

## Cuartos de final

### Cuarto de final 1
| 10 de abril de 2013 | CSKA Moskow                               | 89–78        | Caja Laboral Vitoria                                        |                                                                            |  |
|                     | Parciales: 26–19, 24–16, 23–23, 16–20     |              |                                                             |                                                                            |  |
|                     | Estadísticas Weems 19 Khryapa 8 Khryapa 7 | Pts Reb Asts | Estadísticas Causeur 17 Nocioni 9 Cook, Bjelica & Heurtel 4 | Pabellón: CSKA Universal Sports Hall, Moscú Asistencia: 4.608 espectadores |  |

| 12 de abril de 2013 | CSKA Moskow                                               | 90–68        | Caja Laboral Vitoria                    |                                                                            |  |
|                     | Parciales: 20–26, 24–11, 25–13, 21-18                     |              |                                         |                                                                            |  |
|                     | Estadísticas Krstić, Erceg & Kaun 16 Khryapa 9 Teodosić 7 | Pts Reb Asts | Estadísticas Lampe 19 Lampe 6 Heurtel 6 | Pabellón: CSKA Universal Sports Hall, Moscú Asistencia: 4.869 espectadores |  |

| 17 de abril de 2013 | Caja Laboral Vitoria                             | 93–72        | CSKA Moskow                                  |                                                                         |  |
|                     | Parciales: 15–14, 28–10, 27–15, 23-33            |              |                                              |                                                                         |  |
|                     | Estadísticas Heurtel 21 Lampe 8 Causeur & Cook 3 | Pts Reb Asts | Estadísticas Krstić 12 Krstić 5 Ponkrashov 5 | Pabellón: Fernando Buesa Arena, Vitoria Asistencia: 12.089 espectadores |  |

| 17 de abril de 2013 | Caja Laboral Vitoria                      | 85–94        | CSKA Moskow                                                                                 |                                                                         |  |
|                     | Parciales: 20–22, 14–14, 20–31, 31-27     |              |                                                                                             |                                                                         |  |
|                     | Estadísticas Causeur 19 Lampe 7 Bjelica 5 | Pts Reb Asts | Estadísticas Khryapa & Krstić & Weems 19 Khryapa 12 Khryapa & Miloš Teodosić & Papaloukas 4 | Pabellón: Fernando Buesa Arena, Vitoria Asistencia: 12.114 espectadores |  |

### Cuarto de final 2
| 10 de abril de 2013 | Olympiacos Piraeus                            | 67–62        | Anadolu Efes Istanbul                   |                                                                                    |  |
|                     | Parciales: 17-15, 16-17, 17-14, 17-16         |              |                                         |                                                                                    |  |
|                     | Estadísticas Printezis 26 Hines 9 Spanoulis 8 | Pts Reb Asts | Estadísticas Gönlüm 17 Erden 7 Gordon 6 | Pabellón: Estadio de la Paz y la Amistad, El Pireo Asistencia: 10.000 espectadores |  |

| 12 de abril de 2013 | Olympiacos Piraeus                                           | 71–53        | Anadolu Efes Istanbul                     |                                                                                    |  |
|                     | Parciales: 14-16, 21-10, 17-14, 19-13                        |              |                                           |                                                                                    |  |
|                     | Estadísticas Spanoulis 15 Papanikolaou & Antić 7 Spanoulis 8 | Pts Reb Asts | Estadísticas Gönlüm 13 Gönlüm 14 Farmar 5 | Pabellón: Estadio de la Paz y la Amistad, El Pireo Asistencia: 12.000 espectadores |  |

| 17 de abril de 2013 | Anadolu Efes Istanbul                            | 83–72        | Olympiacos Piraeus                             |                                                                       |  |
|                     | Parciales: 19-17, 18-12, 28-21, 18-22            |              |                                                |                                                                       |  |
|                     | Estadísticas Farmar 17 Erden & Gordon 9 Gordon 7 | Pts Reb Asts | Estadísticas Law 19 Papanikolaou 7 Spanoulis 8 | Pabellón: Abdi İpekçi Arena, Estambul Asistencia: 10.982 espectadores |  |

### Cuarto de final 3
| 9 de abril de 2013 | FC Barcelona Regal                                | 72–70        | Panathinaikos Athens                                           |                                                                     |  |
|                    | Parciales: 11-21, 23–11, 11–19, 19–13 (T.E.: 8-6) |              |                                                                |                                                                     |  |
|                    | Estadísticas Navarro 14 Tomić 12 Jasikevičius 5   | Pts Reb Asts | Estadísticas Lasme & Gist 14 Tsartsaris & Diamantidis 7 Ukić 7 | Pabellón: Palau Blaugrana, Barcelona Asistencia: 6.195 espectadores |  |

| 11 de abril de 2013 | FC Barcelona Regal                        | 65–66        | Panathinaikos Athens                                     |                                                                     |  |
|                     | Parciales: 11-16, 21–11, 18–21, 15–18     |              |                                                          |                                                                     |  |
|                     | Estadísticas Navarro 20 Tomić 7 Huertas 4 | Pts Reb Asts | Estadísticas Gist 14 Lasme & Gist 7 Ukić & Diamantidis 3 | Pabellón: Palau Blaugrana, Barcelona Asistencia: 6.698 espectadores |  |

| 16 de abril de 2013 | Panathinaikos Athens                           | 65–63        | FC Barcelona Regal                                        |                                                                               |  |
|                     | Parciales: 20-10, 18–19, 12–22, 15–12          |              |                                                           |                                                                               |  |
|                     | Estadísticas Bramos 14 Lasme 8 Schortsanitis 3 | Pts Reb Asts | Estadísticas Navarro 17 Tomić 9 Abrines, Lorbek & Tomić 2 | Pabellón: Pabellón Olímpico de Atenas, Atenas Asistencia: 17.900 espectadores |  |

| 18 de abril de 2013 | Panathinaikos Athens                          | 60–70        | FC Barcelona Regal                          |                                                                               |  |
|                     | Parciales: 10-20, 17–11, 11–20, 22–19         |              |                                             |                                                                               |  |
|                     | Estadísticas Bramos 15 Lasme 12 Diamantidis 6 | Pts Reb Asts | Estadísticas Navarro 17 Huertas 6 Huertas 6 | Pabellón: Pabellón Olímpico de Atenas, Atenas Asistencia: 17.900 espectadores |  |

| 25 de abril de 2013 | FC Barcelona Regal                                                  | 64–53        | Panathinaikos Athens                        |                                                                     |  |
|                     | Parciales: 28-14, 16–19, 7–10, 13–10                                |              |                                             |                                                                     |  |
|                     | Estadísticas Navarro 15 Ingles & Tomić 7 Huertas, Ingles & Lorbek 2 | Pts Reb Asts | Estadísticas Lasme 16 Lasme 7 Diamantidis 3 | Pabellón: Palau Blaugrana, Barcelona Asistencia: 7.585 espectadores |  |

### Cuarto de final 4
| 10 de abril de 2013 | Real Madrid                                                | 79–53        | Maccabi Electra Tel Aviv                         |                                                                      |  |
|                     | Parciales: 14–23, 24–4, 21-16, 20–10                       |              |                                                  |                                                                      |  |
|                     | Estadísticas Rudy Fernández 15 Reyes 8 Sergio Rodríguez 10 | Pts Reb Asts | Estadísticas James & Hickman 9 James 6 Hickman 3 | Pabellón: Palacio de Deportes, Madrid Asistencia: 8.076 espectadores |  |

| 12 de abril de 2013 | Real Madrid                                      | 75–63        | Maccabi Electra Tel Aviv                |                                                                       |  |
|                     | Parciales: 18-13, 18–15, 20-18, 19–17            |              |                                         |                                                                       |  |
|                     | Estadísticas Llull 26 Begić 9 Sergio Rodríguez 8 | Pts Reb Asts | Estadísticas Logan 19 James 7 Hickman 6 | Pabellón: Palacio de Deportes, Madrid Asistencia: 10.793 espectadores |  |

| 16 de abril de 2013 | Maccabi Electra Tel Aviv                | 57–69        | Real Madrid                                        |                                                                 |  |
|                     | Parciales: 10-16, 20–17, 14-19, 13–17   |              |                                                    |                                                                 |  |
|                     | Estadísticas James 18 Smith 8 Hickman 5 | Pts Reb Asts | Estadísticas Carroll 16 Mirotić 6 Rudy Fernández 4 | Pabellón: Nokia Arena, Tel Aviv Asistencia: 11.060 espectadores |  |

## Final Four
|  | Semifinales                    | Semifinales                    |    |                                | Final                          | Final              |  |
|  | 10 de mayo de 2013             | 10 de mayo de 2013             |    |                                | 12 de mayo de 2013             | 12 de mayo de 2013 |  |
|  |                                |                                |    |                                |                                |                    |  |
|  | 10 de mayo de 2013 (18:00 CET) |                                |    |                                |                                |                    |  |
|  | CSKA Moscú                     | 52                             |    |                                |                                |                    |  |
|  | Olympiacos                     | 69                             |    |                                |                                |                    |  |
|  |                                |                                |    |                                |                                |                    |  |
|  |                                |                                |    |                                | 12 de mayo de 2013 (21:00 CET) |                    |  |
|  |                                |                                |    |                                | Olympiacos                     | 100                |  |
|  |                                | Real Madrid                    | 88 |                                |                                |                    |  |
|  |                                |                                |    |                                |                                |                    |  |
|  |                                |                                |    |                                |                                |                    |  |
|  |                                |                                |    |                                | Tercer lugar                   |                    |  |
|  | 10 de mayo de 2013 (21:00 CET) | 10 de mayo de 2013 (21:00 CET) |    | 12 de mayo de 2013 (18:00 CET) | 12 de mayo de 2013 (18:00 CET) |                    |  |
|  | Barcelona Regal                | 67                             |    | CSKA Moscú                     | 74                             |                    |  |
|  | Real Madrid                    | 74                             |    |                                | Barcelona Regal                | 73                 |  |

| Campeones de la Turkish Airlines Euroleague 2012-13 |
| --------------------------------------------------- |
| Olympiacos Piraeus Tercer título                    |

## Estadísticas individuales
Datos actualizados tras el 2º partido de Cuartos de final.

### Valoración
| Rank | Jugador        | Equipo                   | Partidos | Valoración | Promedio |
| ---- | -------------- | ------------------------ | -------- | ---------- | -------- |
| 1    | Nenad Krstić   | CSKA Moscow              | 25       | 439        | 17,56    |
| 2    | «Bobby» Brown  | Montepaschi Siena        | 24       | 417        | 17,38    |
| 3    | Viktor Khryapa | CSKA Moscow              | 22       | 378        | 17,18    |
| 4    | Rudy Fernández | Real Madrid              | 24       | 399        | 16,63    |
| 5    | Shawn James    | Maccabi Electra Tel Aviv | 26       | 428        | 16,46    |

### Puntos
| Rank | Jugador            | Equipo                    | Partidos | Puntos | Promedio |
| ---- | ------------------ | ------------------------- | -------- | ------ | -------- |
| 1    | «Bobby» Brown      | Montepaschi Siena         | 24       | 452    | 18,83    |
| 2    | Boštjan Nachbar    | Brose Baskets Bamberg     | 23       | 370    | 16,09    |
| 3    | Bojan Bogdanović   | Fenerbahce Ulker Istanbul | 21       | 334    | 15,90    |
| 4    | Vassilis Spanoulis | Olympiacos Piraeus        | 26       | 399    | 15,35    |
| 5    | Maciej Lampe       | Caja Laboral Vitoria      | 26       | 376    | 14,46    |

### Rebotes
| Rank | Jugador        | Equipo                   | Partidos | Rebotes | Promedio |
| ---- | -------------- | ------------------------ | -------- | ------- | -------- |
| 1    | Viktor Khryapa | CSKA Moscow              | 22       | 165     | 7,50     |
| 2    | Shawn James    | Maccabi Electra Tel Aviv | 26       | 169     | 6,50     |
| 3    | Ante Tomić     | FC Barcelona Regal       | 25       | 156     | 6,24     |
| 4    | Maciej Lampe   | Caja Laboral Vitoria     | 26       | 157     | 6,04     |
| 5    | Kyle Hines     | Olympiacos Piraeus       | 26       | 155     | 5,96     |

### Asistencias
| Rank | Jugador              | Equipo                  | Partidos | Asistencias | Promedio |
| ---- | -------------------- | ----------------------- | -------- | ----------- | -------- |
| 1    | Zoran Planinić       | BC Khimki Moscow Region | 22       | 139         | 6,32     |
| 2    | Dimitris Diamantidis | Panathinaikos Athens    | 24       | 145         | 6,04     |
| 3    | Vassilis Spanoulis   | Olympiacos Piraeus      | 26       | 145         | 5,58     |
| 4    | «Bobby» Brown        | Montepaschi Siena       | 24       | 128         | 5,33     |
| 5    | Miloš Teodosić       | CSKA Moscow             | 26       | 135         | 5,19     |

## Nominaciones

### Primer quinteto ideal de la temporada[2]
| Posición | Jugador              | Equipo             |
| -------- | -------------------- | ------------------ |
| Base     | Dimitris Diamantidis | Panathinaikos BC   |
| Base     | Vassilis Spanoulis   | Olympiacos BC      |
| Alero    | «Rudy» Fernández     | Real Madrid        |
| Pívot    | Ante Tomić           | FC Barcelona Regal |
| Pívot    | Nenad Krstić         | PBC CSKA Moscú     |

|  | MVP de la temporada |

### Segundo quinteto ideal de la temporada
| Posición  | Jugador             | Equipo                   |
| --------- | ------------------- | ------------------------ |
| Base      | Miloš Teodosić      | PBC CSKA Moscú           |
| Escolta   | Juan Carlos Navarro | FC Barcelona Regal       |
| Ala-pívot | Viktor Khryapa      | PBC CSKA Moscú           |
| Ala-pívot | Nikola Mirotić      | Real Madrid              |
| Pívot     | Shawn James         | Maccabi Electra Tel Aviv |

### MVP de la Final Four
| Posición | Jugador            | Equipo        |
| -------- | ------------------ | ------------- |
| Base     | Vassilis Spanoulis | Olympiacos BC |

### PremioAlphonso Fordal mejor anotador
| Posición | Jugador     | Equipo            |
| -------- | ----------- | ----------------- |
| Base     | Bobby Brown | Montepaschi Siena |

### Mejor defensor
| Posición  | Jugador        | Equipo           |
| --------- | -------------- | ---------------- |
| Ala-pívot | Stephane Lasme | Panathinaikos BC |

### Estrella emergente
| Posición  | Jugador             | Equipo        |
| --------- | ------------------- | ------------- |
| Ala-pívot | Kostas Papanikolaou | Olympiacos BC |

### Jugador del mes
| Mes       | Jugador            | Equipo                   |
| --------- | ------------------ | ------------------------ |
| Octubre   | «Sonny» Weems      | CSKA Moscow              |
| Noviembre | Vassilis Spanoulis | Olympiacos Piraeus       |
| Diciembre | Maciej Lampe       | Caja Laboral Vitoria     |
| Enero     | «Bobby» Brown      | Montepaschi Siena        |
| Febrero   | Ante Tomić         | FC Barcelona Regal       |
| Marzo     | Devin Smith        | Maccabi Electra Tel Aviv |
| Abril     | Sergio Llull       | Real Madrid              |

### Jugador de la jornada
| Jornada     | Jugador               | Equipo                   | Valoración |
| ----------- | --------------------- | ------------------------ | ---------- |
| 1           | Emir Preldžič         | Fenerbahçe Ülker         | 31         |
| 2           | «Sonny» Weems         | CSKA Moscow              | 38         |
| 3           | «Rudy» Fernández      | Real Madrid              | 30         |
| 3           | Fernando San Emeterio | Caja Laboral Vitoria     | 30         |
| 4           | «Bobby» Brown         | Montepaschi Siena        | 43         |
| 5           | «Bobby» Brown         | Montepaschi Siena        | 31         |
| 6           | «Sasha» Vujačić       | Anadolu Efes Istanbul    | 31         |
| 7           | «Rudy» Fernández      | Real Madrid              | 28         |
| 7           | Ante Tomić            | FC Barcelona Regal       | 28         |
| 8           | Miloš Teodosić        | CSKA Moscow              | 25         |
| 9           | Blake Schilb          | Élan Chalon-Sur-Saone    | 38         |
| 10          | Nemanja Bjelica       | Caja Laboral Vitoria     | 27         |
| 10          | Shawn James           | Maccabi Electra Tel Aviv | 27         |
| Top16 - 1   | Ante Tomić            | FC Barcelona Regal       | 27         |
| Top16 - 2   | «Bobby» Brown         | Montepaschi Siena        | 50         |
| Top16 - 3   | «Ricky» Hickman       | Maccabi Electra Tel Aviv | 34         |
| Top16 - 4   | Paul Davis            | BC Khimki Moscow Region  | 29         |
| Top16 - 5   | Bojan Bogdanović      | Fenerbahçe Ülker         | 27         |
| Top16 - 5   | Marcus Williams       | Unicaja Málaga           | 27         |
| Top16 - 6   | «Rudy» Fernández      | Real Madrid              | 34         |
| Top16 - 7   | Sasha Kaun            | CSKA Moscow              | 30         |
| Top16 - 8   | Devin Smith           | Maccabi Electra Tel Aviv | 28         |
| Top16 - 8   | Luka Žorić            | Unicaja Málaga           | 28         |
| Top16 - 8   | Roko Ukić             | Panathinaikos Athens     | 28         |
| Top16 - 9   | Nenad Krstić          | CSKA Moscow              | 26         |
| Top16 - 10  | Nikola Mirotić        | Real Madrid              | 37         |
| Top16 - 11  | Luka Žorić            | Unicaja Málaga           | 33         |
| Top16 - 12  | Petteri Koponen       | BC Khimki Moscow Region  | 35         |
| Top16 - 13  | Nathan Jawai          | FC Barcelona Regal       | 34         |
| Top16 - 14  | Kostas Papanikolaou   | Olympiacos Piraeus       | 37         |
| PlayOff - 1 | «Rudy» Fernández      | Real Madrid              | 22         |
| PlayOff - 2 | Viktor Khryapa        | CSKA Moscow              | 25         |
| PlayOff - 3 | Jamon Gordon          | Anadolu Efes Istanbul    | 24         |
| PlayOff - 4 | Viktor Khryapa        | CSKA Moscow              | 29         |
| PlayOff - 5 | Nathan Jawai          | FC Barcelona Regal       | 21         |